# Fausta nemorum
Fausta nemorum là một loài ruồi trong họ Tachinidae.